# Nadiia Oleksandrivna Meikher
Nadia Meikher-Granovskaya (sinh ngày 10 tháng 4 năm 1972), còn được gọi là Nadia Meikher và Nadezhda Granovskaya, là một ca sĩ, nhạc sĩ, diễn viên, nhà thơ, nhà thiết kế truyền hình và nhà thiết kế thời trang người Ukraine.
Meikher thu hút sự chú ý của truyền thông khu vực với tư cách là thành viên của nhóm nhạc nữ Nu Virgos (VIA Gra), người có thành viên trong ba dịp khác nhau, bao gồm cả thời kỳ " hoàng kim " từ năm 2003 và 2004. Sau khi rời nhóm vào năm 2006, Meikher bắt đầu làm việc như một người dẫn chương trình truyền hình trên STB. Năm 2014, cô tham gia phiên bản tiếng Nga của Your Face Âm thanh quen thuộc và ra mắt sự nghiệp âm nhạc solo phát hành đĩa đơn "Delo ne v tele".

## Danh sách đĩa hát

### Đĩa đơn
- 2014 — "Delo ne v tele"
- 2014 — "Tango vozvrasheniya"
- 2015 — "Ostansya"
- 2016 — "Historia de un amor"

## Đóng phim
| Tên                             | Năm  | Vai diễn          | Notes           |
| ------------------------------- | ---- | ----------------- | --------------- |
| Vechera na khutore bliz Dikanki | 2002 | Oksana's friend   | Television film |
| Zolushka                        | 2003 | Japanese princess | Television film |
| Sorochinskaya yarmarka          | 2004 | Paraska           | Television film |
| Kak kazaki                      | 2010 | Herself           | Television film |
| Ty menya lyubish?               | 2014 | Ilona             |                 |